# Kendrapara (Distrikt)
Der Distrikt Kendrapara (Oriya କେନ୍ଦ୍ରାପଡ଼ା ଜିଲ୍ଲା Kēndrāpaṛā Jillā) ist ein Distrikt im ostindischen Bundesstaat Odisha.
Der Distrikt liegt in der Küstenebene im Mündungsbereich von Brahmani und Mahanadi.
Verwaltungssitz ist die Stadt Kendrapara. Die Fläche beträgt 2644 km². Die Bevölkerungsdichte liegt bei 545 Einwohner/km².

## Bevölkerung
Im Distrikt lebten im Jahr 2011 1.440.361 Einwohner. Das Geschlechterverhältnis betrug 1007 Frauen auf 1000 Männer. Die Alphabetisierungsrate lag bei 85,15 % (91,45 % bei Männern, 78,96 % bei Frauen).
Der überwiegende Teil der Bevölkerung ist hinduistisch (96,28 %), 3,49 % sind Muslime.

## Verwaltungsgliederung
Der Distrikt besteht aus einer Sub-Division: Kendrapara.
Zur Dezentralisierung der Verwaltung ist der Distrikt in 9 Blöcke unterteilt:
- Aul
- Derabis
- Garadpur
- Kendrapara
- Mahakalapada
- Marsaghai
- Pattamundai
- Rajkanika
- Rajnagar

Des Weiteren gibt es 9 Tahasils:
- Aul
- Derabis
- Garadpur
- Kendrapara
- Mahakalapada
- Marsaghai
- Pattamundai
- Rajkanika
- Rajnagar

Im Distrikt befinden sich folgende ULBs: die beiden Municipalities Kendrapara und Pattamundai.
Außerdem sind 230 Gram Panchayats im Distrikt vorhanden.